# Boston Society of Film Critics Awards 2000
La 21ª edizione dei Boston Society of Film Critics Awards si è svolta il 17 dicembre 2000.

## Premi

### Miglior film
- Quasi famosi (Almost Famous), regia di Cameron Crowe
- Yi Yi - e uno... e due... (Yī Yī), regia di Edward Yang
- Erin Brockovich - Forte come la verità (Erin Brockovich), regia di Steven Soderbergh

### Miglior attore
- Colin Farrell - Tigerland
- Javier Bardem - Prima che sia notte (Before Night Falls)
- Tom Hanks - Cast Away
- Mark Ruffalo - Conta su di me (You Can Count on Me)

### Migliore attrice
- Ellen Burstyn – Requiem for a Dream
- Laura Linney - Conta su di me (You Can Count on Me)
- Julia Roberts - Erin Brockovich - Forte come la verità (Erin Brockovich)

### Miglior attore non protagonista
- Fred Willard - Campioni di razza (Best in Show)
- Jack Black - Alta fedeltà (High Fidelity)
- Albert Finney - Erin Brockovich - Forte come la verità (Erin Brockovich)

### Migliore attrice non protagonista
- Frances McDormand - Quasi famosi (Almost Famous) e Wonder Boys
- Julie Walters - Billy Elliot
- Madeline Kahn - Judy Berlin

### Miglior regista
- Cameron Crowe - Quasi famosi (Almost Famous)
- Edward Yang - Yi Yi - e uno... e due... (Yī Yī)
- Steven Soderbergh - Erin Brockovich - Forte come la verità (Erin Brockovich) e Traffic
- Michael Winterbottom - Le bianche tracce della vita (The Claim) e Wonderland

### Migliore sceneggiatura
- Cameron Crowe - Quasi famosi (Almost Famous)
- Steve Kloves - Wonder Boys
- Mike White - Chuck & Buck

### Miglior fotografia
- Peter Pau - La tigre e il dragone (臥虎藏龍)
- Agnès Godard - Beau Travail
- Alwin H. Kuchler - Le bianche tracce della vita (The Claim)
- Matthew Libatique - Tigerland e Requiem for a Dream

### Miglior documentario
- The Eyes of Tammy Faye, regia di Fenton Bailey e Randy Barbato
- The Life and Times of Hank Greenberg, regia di Aviva Kempner
- La fuga degli angeli - Storie del Kindertransport (Into the Arms of Strangers: Stories of the Kindertransport), regia di Mark Jonathan Harris

### Miglior film in lingua straniera
- La tigre e il dragone (Wo hu cang long), regia di Ang Lee  ·  Taiwan
- Yi Yi - e uno... e due... (Yī Yī), regia di Edward Yang  ·  Taiwan/ Giappone
- Il colori del paradiso (رنگ خدا), regia di Majid Majidi  ·  Iran

### Miglior regista esordiente
- Kenneth Lonergan - Conta su di me (You Can Count on Me)
- Stephen Daldry - Billy Elliot
- Eric Mendelsohn - Judy Berlin